# La Gueule de l'emploi (téléfilm)
Pour plus de détails, voir Fiche technique et Distribution.
La Gueule de l'emploi est un téléfilm documentaire franco-belge de Didier Cros diffusé le 6 octobre 2011 sur France 2 dans l'émission Infrarouge.
Tourné dans un bureau de la Défense, le documentaire suit une séance de recrutement collectif étendue sur deux journées au sein d'une grande compagnie d'assurances française, Gan Prévoyance. Le personnel chargé de l'embauche se compose de trois cadres internes à l'entreprise ainsi que de deux membres d'un cabinet de recrutement parisien, RST Conseil, appelé par l'entreprise pour accompagner le recrutement. Sur les dix candidats présents au début de la séance, seuls deux reçoivent un avis favorable d'embauche et un seulement parvient à obtenir un contrat à durée indéterminée.
En raison des méthodes de recrutement brutales et humiliantes qu'il expose, le documentaire provoque une polémique dans la presse française et suscite une certaine émotion chez les téléspectateurs. Un site web est même créé afin de publier l'identité et les informations personnelles des recruteurs présents dans le documentaire. En 2014, une pièce de théâtre inspirée du documentaire est montée au théâtre Mélo d'Amélie à Paris, confirmant le retentissement relatif du film.
En 2023, une fiction de 90 minutes adaptée du documentaire est en cours de développement par Zadig Productions qui avait produit le documentaire.

## Synopsis

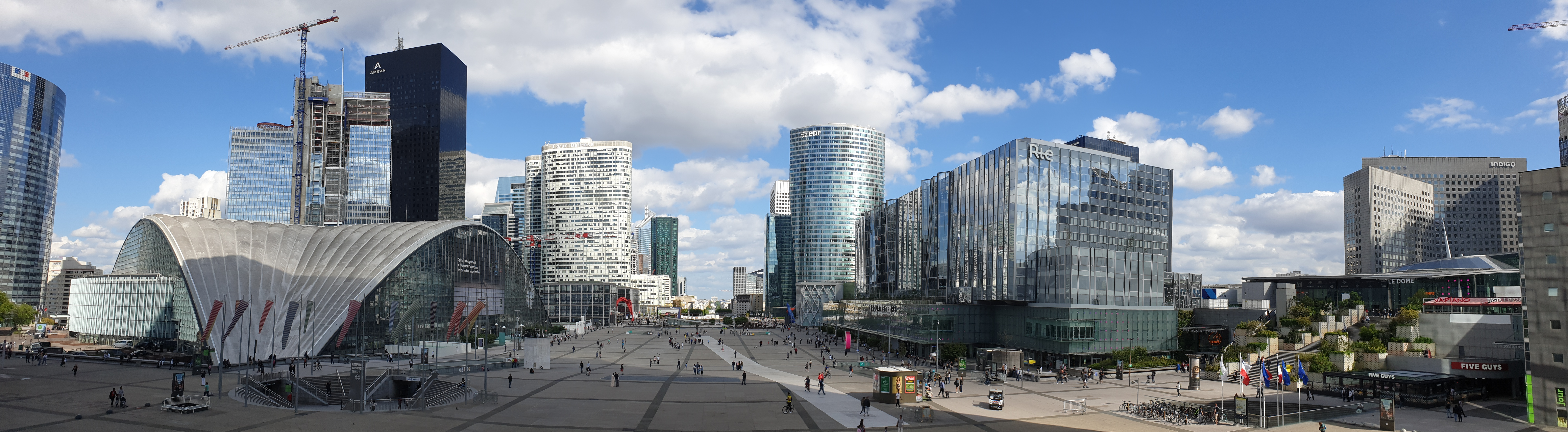
La Défense, le quartier d'affaires où se trouve le bureau dans lequel a lieu le recrutement.

Dix commerciaux en situation de chômage sont convoqués à la Défense pour une session collective de recrutement par une grande compagnie d'assurances, Gan Prévoyance, avec l'assistance d'un cabinet de recrutement parisien, RST Conseil, qui s'étend sur deux journées. Sans connaître le contenu précis du poste pour lequel ils postulent ni la rémunération associée, ils passent des épreuves autour du « thème de la fonction commerciale » : vente de la candidature de son voisin, simulation d'une vente de trombones… Pour se distinguer les uns des autres, les candidats doivent non seulement réussir les épreuves mais aussi proposer des analyses et des critiques des prestations des autres candidats. Au terme de la première journée, et alors que deux d'entre eux ont choisi de quitter prématurément la session, trois candidats seulement sont retenus pour la seconde journée. Les candidats malheureux sont invités à commenter publiquement les raisons auxquelles ils imputent eux-mêmes leur échec.
Au cours de la seconde journée, les candidats restants passent un test de personnalité informatisé puis sont invités à un débat portant sur la défense d'un personnage de leur choix. Ils accèdent ensuite à la présentation du poste, au cours de laquelle ils apprennent que la rémunération fixe proposée correspond au SMIC auquel s'ajoute une rémunération variable. À la fin de la journée se tiennent les entretiens individuels, au terme desquels deux candidats sont retenus. Néanmoins, un bandeau d'information en épilogue signale que six mois plus tard, seul un des deux a obtenu un CDI tandis que l'autre a été licenciée à la fin de sa période d'essai.

## Fiche technique
- Titre : La Gueule de l'emploi
- Réalisation : Didier Cros
- Photographie : Chloë Champion
- Montage : Emmanuel Cabanes
- Production : Zadig Productions, Félicie Roblin (déléguée)
- Sociétés de production : Zadig Productions et Forum des images, avec la participation de France Télévisions (France), de Planète (France) et de la RTBF (Belgique)
- Pays :  France,  Belgique
- Langue originale : français
- Genre : documentaire
- Durée : 94 minutes
- Dates de diffusion :
  - 6 octobre 2011 sur France 2 dans l'émission Infrarouge
  - 19 septembre 2011 sur la RTBF[2]

## Analyse

### Principe de réalisation
Le réalisateur Didier Cros a disposé quatre caméras qui ont filmé durant deux journées la session de recrutement. Sans voix off, les séances sont toutefois entrecoupées par les commentaires des candidats que le réalisateur a recueillis deux semaines après le tournage. Le réalisateur filme non seulement les séances de recrutement, mais aussi les temps de pause au cours desquels les candidats et les recruteurs, séparés, échangent entre eux leurs impressions.
À la fin du documentaire, des bandeaux d'information forment un épilogue qui instruisent le spectateur de la situation des candidats six mois après le tournage : parmi les trois retenus pour la seconde journée, le premier a obtenu un CDI au sein de l'entreprise avec un salaire net d'environ 1 700 euros par mois, la deuxième a été licenciée au terme de sa période d'essai et le troisième est toujours à la recherche d'un emploi. Le cabinet de recrutement, lui, n'a recontacté aucun des autres candidats.
Pour Vincent Carlino, La Gueule de l'emploi « présente le déroulé quasi complet de la séance de recrutement à la façon d’un journal d’observation ».

## Réception

### Accueil par la presse française
Lors de sa première diffusion le 6 octobre 2011, le documentaire provoque une polémique dans la presse française. D'après Télérama, les réactions sont à la fois « enthousiastes » sur la forme et « horrifiées » sur le fond.
Jean-Baptiste de Montvalon, dans Le Monde, évoque « un processus de déshumanisation des ressources humaines, consistant à valoriser et à susciter les comportements agressifs, individualistes, la guerre de tous contre tous, aux dépens de toute solidarité ou de toute empathie » et résume ainsi la méthode des recruteurs : « Diviser, déstabiliser, parfois humilier ».
Dans Le Figaro, Géraldine Rieucau, chercheuse à l'université Paris VIII et au Centre d'études de l'emploi et du travail, affirme que « ce documentaire met […] en évidence des pratiques qui existent : l'infantilisation des candidats, la volonté de les déstabiliser, la discrimination de certains profils, un mépris affiché pour le demandeur d'emploi ».
Sandra Benedetti, dans L'Express, parle de « massacre » durant lequel les candidats « dociles […] s'entredéchirent, s'humilient dans des jeux de rôles pervers » sous les « sarcasmes » du recruteur. Sophie Péters dans La Tribune compare ces méthodes de recrutement à l'expérience de Milgram.

### Création d'un site web hostile
Télérama rapporte que le documentaire a suscité de nombreuses réactions de téléspectateurs sur internet et sur les réseaux sociaux, « partageant leurs émotions entre colère, ironie et incrédulité ».
Quelques jours après la diffusion du documentaire sur France 2, un internaute crée un site web anonyme nommé « Lagueuledelemploi.net » dans lequel il liste les recruteurs présents dans le film, avec leurs noms, leurs photos, leurs adresses et leurs numéros de téléphone,. Considérant que les méthodes utilisées suscitent « la gêne, la colère, le dégoût », il appelle les internautes à diffuser ces informations personnelles et à aller dire « leurs quatre vérités en face » aux recruteurs. Toutefois, après une mise en demeure du cabinet d'avocats chargé de représenter Gan Prévoyance pour atteinte à la vie privée, l'internaute est contraint de retirer les informations personnelles de son site le 14 octobre 2011.

### Réactions des recruteurs et du réalisateur
Face à la polémique déclenchée, Rogers Teunkam, responsable du cabinet de recrutement RST Conseil qui apparaît dans le documentaire, soutient que l'idée de son travail a été « dénaturée » et que le film donne « une image biaisée » de son activité. Affirmant « comprendre » l'émotion suscitée par les méthodes exposées, il souligne que son cabinet entend donner « une chance à ceux qui ont connu des accidents de parcours […], à ceux qui ont été mis de côté, et que souvent la société stigmatise ». Il conteste également que les candidats soient venus au recrutement sans information sur le contenu du poste ni sur la rémunération ; pourtant, au cours du documentaire, il défend clairement le fait de détailler le poste et la rémunération après les premières mises en situation professionnelles comme un « parti pris », devant un candidat qui quitte la session pour cette raison.
Rogers Teunkam accuse également le réalisateur d'avoir manipulé les candidats pour orienter leurs réponses dans le sens qu'il désirait, d'avoir désinformé sur les méthodes réelles de son cabinet ainsi que d'avoir cherché à orienter le sentiment du téléspectateur en accordant une part très supérieure aux commentaires des candidats plutôt qu'aux commentaires des recruteurs.
Face à ces mises en cause, le réalisateur Didier Cros se déclare en « total désaccord » avec l'article de Rogers Teunkam. Il soutient que les recruteurs ont pu mener le recrutement sans influence de sa part : « L’agressivité dont font preuve les recruteurs, et leur volonté permanente de déstabiliser les candidats, n’est pas une vue de l’esprit, comme chacun peut le voir dans le film. C’est le principe même de leur méthode ». Il se défend aussi d'avoir tenté de manipuler les réactions des candidats : « Si les mots déstabilisation, pression, infantilisation et autres sont formulés dans ce film, c’est que ces mots correspondent tout simplement à ce que les candidats ressentent ». Enfin, il affirme qu'un « équilibre » des temps de parole entre candidats et recruteurs n'a jamais été convenu et que Teunkam, « son cabinet et le Gan ont accepté de participer à ce film sans droit de regard sur le résultat final ».
Néanmoins, le réalisateur condamne la création du site web diffusant les informations personnelles du personnel de recrutement, qualifiant cette démarche d'« irresponsable », de « contre-sens » sur le message de son film, et se distancie de tout appel au lynchage : « Je n’invite pas au lynchage public. Le film est plus subtil qu’une opposition entre bons et méchants. Je propose une analyse, pas un règlement de compte. Ce qui m’intéressait, c’était plutôt pointer la question de l’asservissement volontaire ».

### Récompenses
Le documentaire a reçu en 2012 une Étoile de la Scam et une mention spéciale du jury au Festival Filmer le travail de Poitiers.